# Tobias Mølgaard
Tobias Mølgaard Henriksen (født 22. juli 1996) er en dansk fodboldspiller, der spiller for den danske Superligaklub AGF. Han kom hertil fra Vejle, efter at have spillet for denne klub siden 2018. Han var oprindeligt midtbanespiller, men kom senere til primært at spille højre back.

## Klubkarriere
Tobias Mølgaard fik sin fodboldopdragelse hos Thisted FC, men skiftede per 1. juli 2018 på en fri transfer til Vejle.  Han blev snart fast mand på førsteholdet, og endte med at spille 90 ligakampe for Vejle.